# Discografia Alinei Eremia
Cântăreața și actrița română Alina Eremia a lansat două albume de studio, un EP, 43 de single-uri (inclusiv zece ca artist secundar) și șapte single-uri promoționale. Canalul ei de YouTube a depășit 225 de milioane de vizualizări totale în martie 2022.

## Albume

### Albume de studio
| Titlu   | Detalii despre album |
| ------- | --- |
| 360     | - Lansare: 1 noiembrie 2017 - Casa de discuri: MediaPro Music / Universal Music România - Format: CD, Distribuire digitală |
| Déjà Vu | - Lansare: 14 mai 2021 - Casa de discuri: Global - Format: CD, Distribuire digitală                                        |

### Discuri EP
| Titlu                  | Detalii despre album                                                                           |
| ---------------------- | ---------------------------------------------------------------------------------------------- |
| Show Must Go On (Live) | - Lansare: 5 ianuarie 2021 - Casa de discuri: Global Records - Format: Distribuire digitală    |
| Metamorphosis          | - Lansare: 20 ianuarie 2023 - Casa de discuri: Global Records - Format: Distribuire digitală   |
| OH, NO!                | - Lansare: 26 mai 2023 - Casa de discuri: Global - Format: Distribuire digitală                |
| Radical Din Noi        | - Lansare: 20 septembrie 2024 - Casa de discuri: Global Records - Format: Distribuire digitală |
| Antifragil             | - Lansare: 28 noiembrie 2024 - Casa de discuri: Global Records - Format: Distribuire digitală  |

## Discuri single

### Ca artist principal
| „Deep In Love” | 2010 | —  | Non Stop Hits          |
| „With or Without You” | 2012 | —  | Disc single fără album |
| „Tu ești vara mea” | 2013 | 7  | Disc single fără album |
| „Deep In Love” | 2014 | —  | Disc single fără album |
| „Cum se face” | 2014 | —  | 360                    |
| „Când luminile se sting” | 2014 | 2  | Disc single fără album |
| „Iarna” (cu Marcel Pavel, Monica Anghel, Gabriel Cotabiță, Luminița Anghel, Vlad Miriță, Nico, Valentin Dinu, George Miron și Acapella) | 2014 | —  | Disc single fără album |
| „Played You” | 2015 | —  | Femei Perfecte         |
| „You” | 2015 | —  | Disc single fără album |
| „A fost o nebunie” | 2015 | 2  | 360                    |
| „Original” | 2015 | —  | Disc single fără album |
| „De ce ne îndrăgostim” | 2016 | 10 | 360                    |
| „Rujul meu” | 2016 | —  | Disc single fără album |
| „Vorbe pe dos” | 2017 | 9  | Disc single fără album |
| „Poartă-mă” | 2017 | 5  | 360                    |
| „NaNaNa” | 2017 | —  | 360                    |
| „Îmbrăcați sau goi” (cu Vunk) | 2017 | —  | 360                    |
| „Îmi dai curaj” (cu Grasu XXL) | 2017 | 74 | 360                    |
| „Cineva” | 2017 | —  | 360                    |
| „A fost să fie” | 2017 | —  | 360                    |
| „În doi” | 2017 | —  | 360                    |
| „Don't Shut Me Down” | 2017 | —  | 360                    |
| „Doar noi” (cu Mark Stam) | 2018 | 29 | Disc single fără album |
| „Aș da” | 2018 | —  | Disc single fără album |
| „Tatuaj” | 2018 | 62 | Disc single fără album |
| „You Light up the Night” (cu Markus Schulz)                                                                                             | 2018 | —  | We Are the Light       |
| „69” | 2018 | —  | Disc single fără album |
| „Filme cu noi” (cu Nosfe) | 2019 | —  | Disc single fără album |
| „De sticlă” | 2019 | —  | Disc single fără album |
| „Dragoste nu-i” | 2019 | —  | Disc single fără album |
| „Printre cuvinte” | 2019 | 42 | Déjà Vu                |
| „Anotimpuri” | 2019 | —  | Disc single fără album |
| „Foi de adio” | 2019 | —  | The Session            |
| „3 Luni” | 2019 | —  | The Session            |
| „Aripi de vis” | 2020 | 67 | Déjà Vu                |
| „BRB” (cu Nane) | 2020 | —  | Déjà Vu                |
| „Aripi de vis” (cu Dirty Nano) | 2020 | —  | Disc single fără album |
| „Noi” | 2020 | 1  | Disc single fără album |
| „Să fii fericit” | 2020 | —  | Disc single fără album |
| „Cel mai frumos cadou” (cu Keo și Alexandra Ungureanu)                                                                                  | 2020 | —  | Disc single fără album |
| „Dependența mea” | 2021 | 67 | Déjà Vu                |
| „Gândurile mele” | 2021 | —  | Déjà Vu                |
| „Noi” | 2021 | —  | Déjà Vu                |
| „Déjà Vu” (cu Nane) | 2021 | —  | Déjà Vu                |
| „Cerul roșu” | 2021 | —  | Disc single fără album |
| „Red Lights” (cu C-BooL) | 2021 | —  | Disc single fără album |
| „Pune-mă la loc” | 2021 | —  | Disc single fără album |
| „20:29” | 2022 | —  | Disc single fără album |
| „Just Saying” | 2022 | —  | Disc single fără album |
| „Ce-ar spune sufletul” | 2022 | —  | Disc single fără album |
| „Arată-mi” | 2022 | —  | Disc single fără album |
| „Ti Amo” (cu U-gin și DOMINO) | 2022 | —  | Disc single fără album |
| „Cum mă țineai” | 2022 | —  | Disc single fără album |
| „Supertare” (cu Connect-R) | 2022 | —  | Disc single fără album |
| „Umeri de piatră” (cu Oscar) | 2022 | —  | Disc single fără album |
| „Sweat” (cu Arem Ozguc & Arman Aydin)                                                                                                   | 2022 | —  | Metamorphosis          |
| „Party Song” (cu Ilkan Gunuc) | 2022 | —  | Metamorphosis          |
| „Ai Fost” (cu Mario Fresh) | 2023 | —  | Disc single fără album |
| „Cine-i focul, cine-i apa” | 2023 | —  | Disc single fără album |
| „Ultimul nivel” (cu Aerozen) | 2023 | —  | OH, NO!                |
| „Cu voce tare” | 2023 | —  | Disc single fără album |
| „Nu te mai aștept” | 2023 | —  | Disc single fără album |
| „Dans” | 2023 | —  | The Session            |
| „Surprize pe fundal” (cu Irina Rimes)                                                                                                   | 2024 | —  | Disc single fără album |
| „Gura ta” | 2024 | —  | Disc single fără album |
| „ADN” (cu David Ciente) | 2024 | —  | Disc single fără album |
| „Dacă ar fi pentru o zi” | 2024 | —  | Disc single fără album |
| "—" denotă lansări care nu s-au clasat sau nu au fost lansate în acel teritoriu.                                                        |      |    |                        |

### Ca artist secundar
| „You're The One That I Want” (Lala Band featuring Alina Eremia și Dorian Popa)                                                     | 2012 | —  | Lala Love Stories         |
| „Nights In White Satin” (Lala Band featuring Alina Eremia și Dorian Popa)                                                          | 2012 | —  | Lala Love Stories         |
| „Piece By Piece” (Lala Band featuring Alina Eremia)                                                                                | 2012 | —  | Lala Love Stories         |
| „Memory” (Lala Band featuring Alina Eremia)                                                                                        | 2012 | —  | Lala Love Stories         |
| „Holding Out for a Hero” (Lala Band featuring Alina Eremia)                                                                        | 2012 | —  | Lala Love Stories         |
| „I Cried For You” (Lala Band featuring Alina Eremia)                                                                               | 2012 | —  | Lala Love Stories         |
| „Nine Million Bicycles” (Lala Band featuring Alina Eremia și Dorian Popa)                                                          | 2012 | —  | Lala Love Stories         |
| „People” (Lala Band featuring Alina Eremia)                                                                                        | 2012 | —  | Lala Love Stories         |
| „To The Moon And Back” (Lala Band featuring Alina Eremia, Dorian Popa, Cristina Ciobănașu și Vlad Gherman)                         | 2012 | —  | Lala Love Stories         |
| „Summer Nights” (Lala Band featuring Alina Eremia, Dorian Popa și Liviu Teodorescu)                                                | 2012 | —  | LaLa Summer Love          |
| „Feeling Good” (Lala Band featuring Alina Eremia, Sore, Dima și Bianca)                                                            | 2012 | —  | LaLa Summer Love          |
| „Mesaj” (Lala Band featuring Alina Eremia și Dorian Popa)                                                                          | 2012 | —  | LaLa Summer Love          |
| „Right Here Waiting” (Lala Band featuring Alina Eremia, Dorian Popa și Vlad Gherman)                                               | 2012 | —  | Lala Love Stories 2       |
| „Broken Strings” (Lala Band featuring Alina Eremia și Liviu Teodorescu)                                                            | 2012 | —  | Lala Love Stories 2       |
| „Russian Roulette” (Lala Band featuring Alina Eremia)                                                                              | 2012 | —  | Lala Love Stories 2       |
| „Got You on My Mind” (Lala Band featuring Alina Eremia și Liviu Teodorescu)                                                        | 2012 | —  | Lala Love Stories 2       |
| „Suddenly I See” (Lala Band featuring Alina Eremia, Sore, Cristina Ciobănașu, Andrada Popa și Ana Baniciu)                         | 2012 | —  | Lala Dance                |
| „Din albul iernii” (Lala Band featuring Alina Eremia, Dorian Popa, Cristina Ciobănașu și Vlad Gherman)                             | 2012 | —  | Din albul iernii          |
| „Got You on My Mind” (Lala Band featuring Alina Eremia și Liviu Teodorescu)                                                        | 2013 | —  | Lala Love Forever         |
| „În dreapta ta” (Vescan featuring Alina Eremia)                                                                                    | 2013 | 10 | Disc single fără album    |
| „Ne facem auziți” (Vunk featuring Alina Eremia, Nicole Cherry, RO’MAN, Aylin, Gabriel Cotabiță, Loredana, Mihai Georgescu și Sișu) | 2014 | —  | Hituri și mituri          |
| „Ilegal” (Mircea Eremia featuring Alina Eremia)                                                                                    | 2015 | —  | Disc single fără album    |
| „Filme” (Rashid featuring Alina Eremia)                                                                                            | 2015 | —  | Disc single fără album    |
| „Don't Worry About It” (DOMG featuring Alina Eremia)                                                                               | 2015 | —  | Disc single fără album    |
| „Dulce amar” (DJ Sava featuring Alina Eremia și What's UP)                                                                         | 2016 | 15 | Disc single fără album    |
| „Johnny / Sanie cu zurgălăi” (Damian & Brothers featuring Alina Eremia)                                                            | 2016 | —  | Gypsy Rock: Change or Die |
| „Out of My Mind” (Novaspace featuring Alina Eremia)                                                                                | 2017 | —  | 360                       |
| „Mă nenorocești” (Nosfe featuring Alina Eremia)                                                                                    | 2017 | —  | Uncle Benz                |
| „Freeze” (Monoir featuring Alina Eremia)                                                                                           | 2018 | 78 | Disc single fără album    |
| „Love & Lover” (Leonid Rudenko featuring Alina Eremia și Dominique Young Unique)                                                   | 2018 | —  | Disc single fără album    |
| „Promite-mi” (Dirty Nano featuring Alina Eremia)                                                                                   | 2019 | 34 | Disc single fără album    |
| „Enchanté” (Faydee featuring Alina Eremia și Raluka)                                                                               | 2019 | 41 | Disc single fără album    |
| „Din trecut” (The Motans featuring Alina Eremia)                                                                                   | 2020 | —  | Disc single fără album    |
| „The Plan” (Electric Chapel featuring Alina Eremia)                                                                                | 2023 | —  | Disc single fără album    |
| „Strânge-mă in brațe, Mama” (Bianca Dragomir featuring Alina Eremia)                                                               | 2023 | —  | Disc single fără album    |
| „Vineri 13” (Majii featuring Alina Eremia)                                                                                         | 2023 | —  | Vineri 13                 |
| „Privirea Ta” (DJ Project featuring Alina Eremia)                                                                                  | 2023 | —  | Disc single fără album    |
| „Paradise” (Andrew Dum x Alina Eremia x Café Del Mundo)                                                                            | 2024 | —  | Disc single fără album    |
| "—" denotă lansări care nu s-au clasat sau nu au fost lansate în acel teritoriu.                                                   |      |    |                           |

### Discuri single promoționale

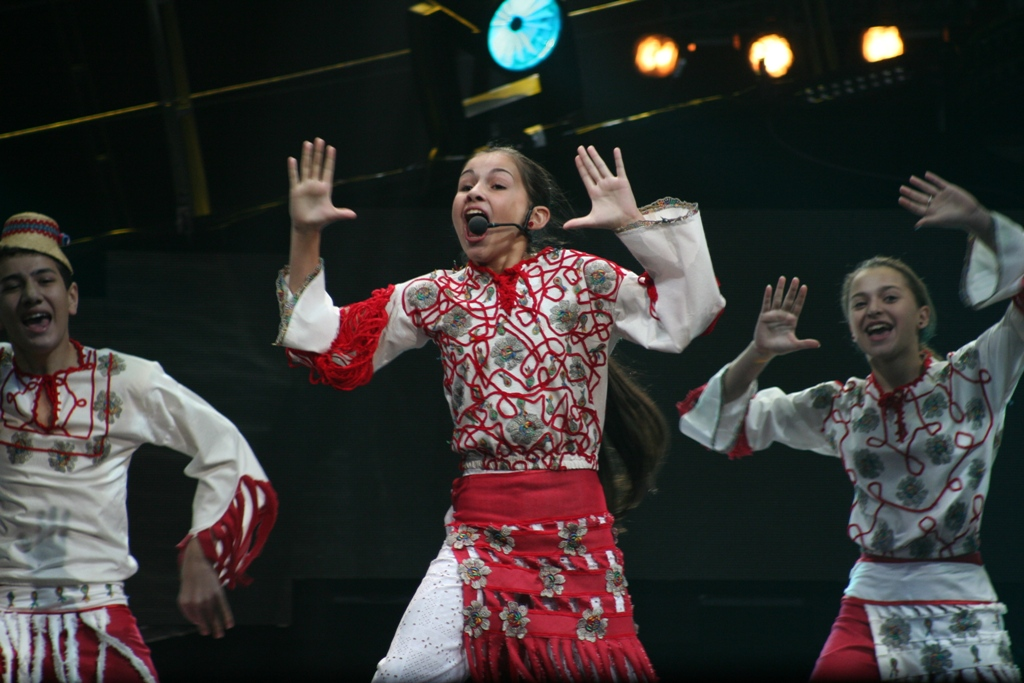
Alina Eremia la Concursul Muzical Eurovision Junior 2005.

| Titlu | Anul | Album                  |
| --- | ---- | ---------------------- |
| „Țurai” | 2005 | Disc single fără album |
| „E sărbătoare, Vine Moș Crăciun” (cu Andra Gogan, Andrada Popa, Gabriela Amzaru, Marius Țeicu, Mihaela Mihăescu și Yasemin Koc)                                         | 2013 | Crăciun Fericit        |
| „Astăzi s-a născut Christos” (cu Cătălin Tamazlican, Ioana Badea și Patricia Matei)                                                                                     | 2013 | Crăciun Fericit        |
| „Să înceapă gălăgia” (cu VH2, Anda Adam și What's Up) | 2016 | Disc single fără album |
| „Crăciunul românesc” (cu Andra, Carla's Dreams, Alex Velea, Sergiu și Andrei)                                                                                           | 2016 | Disc single fără album |
| „Imnul optimismului” (cu Liviu Teodorescu, Dorian Popa, Jazzy Jo, Lora, Sore, Feli, Silviu Pașca, Doru Todoruț, Giulia, Nicole Cherry, Alexandru Mușat și Muse Quartet) | 2017 | Disc single fără album |
| „Imnul Forza ZU 2019” (cu The Motans, Antonia și Selly) | 2019 | Disc single fără album |